# Кунигунда фон Хоенщауфен
Кунигунда фон Хоенщауфен (на немски: Kunigunde von Staufen, Kunigunde von Schwaben; на чешки: Kunhuta Štaufská, Kunhuta Švábská) е германска принцеса и чешка кралица (1230 – 1248) – съпруга на чешкия крал Венцеслав I.

## Биография
Родена е около 1200 г. в Швабия. Дъщеря е на германския крал и херцог на Швабия Филип фон Хоенщауфен и на византийската принцеса Ирина Ангелина. По бащина линия Кунигунда е внучка на свещения римския император Фридрих I Барбароса, а по майчина – на византийския император Исаак II Ангел.
През 1207 г. Кунигунда е сгодена за Вацлав – най-големия син на чешкия крал Отокар I Пршемисл и Констанция Арпад. На следващата година Филип Швабски е убит, а майката на Кунигунда умира при раждане два месеца след съпруга си. Осиротели рано, Кунигунда и сестрите ѝ са пратени в манастир.
По-късно Кунигунда е изпратена в Прага, където тя се омъжва за Вацлав през 1224 г. През 1230 г. Вацлав наследява короната на Бохемия като крал Вацлав I, а Кунигунда става негова кралица.
Кунигунда умира в Прага на 13 септември 1248 в разгара на бунта, който по-малкият ѝ син вдига срещу управлението на баща си. На погребението ѝ в Анешкото абатство не присъстват нито съпргугът ѝ, нито синът ѝ.

## Деца
Кунигунда фон Хоенщауфен и Венцеслав I имат пет деца:
- Вацлав (* 1227; † 1247), маркграф на Моравия, женен 1246 г. за Гертруда Австрийска († 1299)
- Пршемисъл Отокар II (* ок. 1232; † 1278), крал на Бохемия
- Божена Пршемисловна (* ок. 1220; † 25 май 1286), маркграфиня на Бранденбург, омъжена юни 1243 г. за маркграф Ото III фон Бранденбург
- Анежка Пршемисловна (* 1244; † 10 октомври 1268), маркграфиня на Майсен, омъжена 1244 г., за марграф Хайнрих III фон Майсен
- дъщеря († ок. 1240), починала рано